# Ruolo della Francia nel genocidio del Ruanda

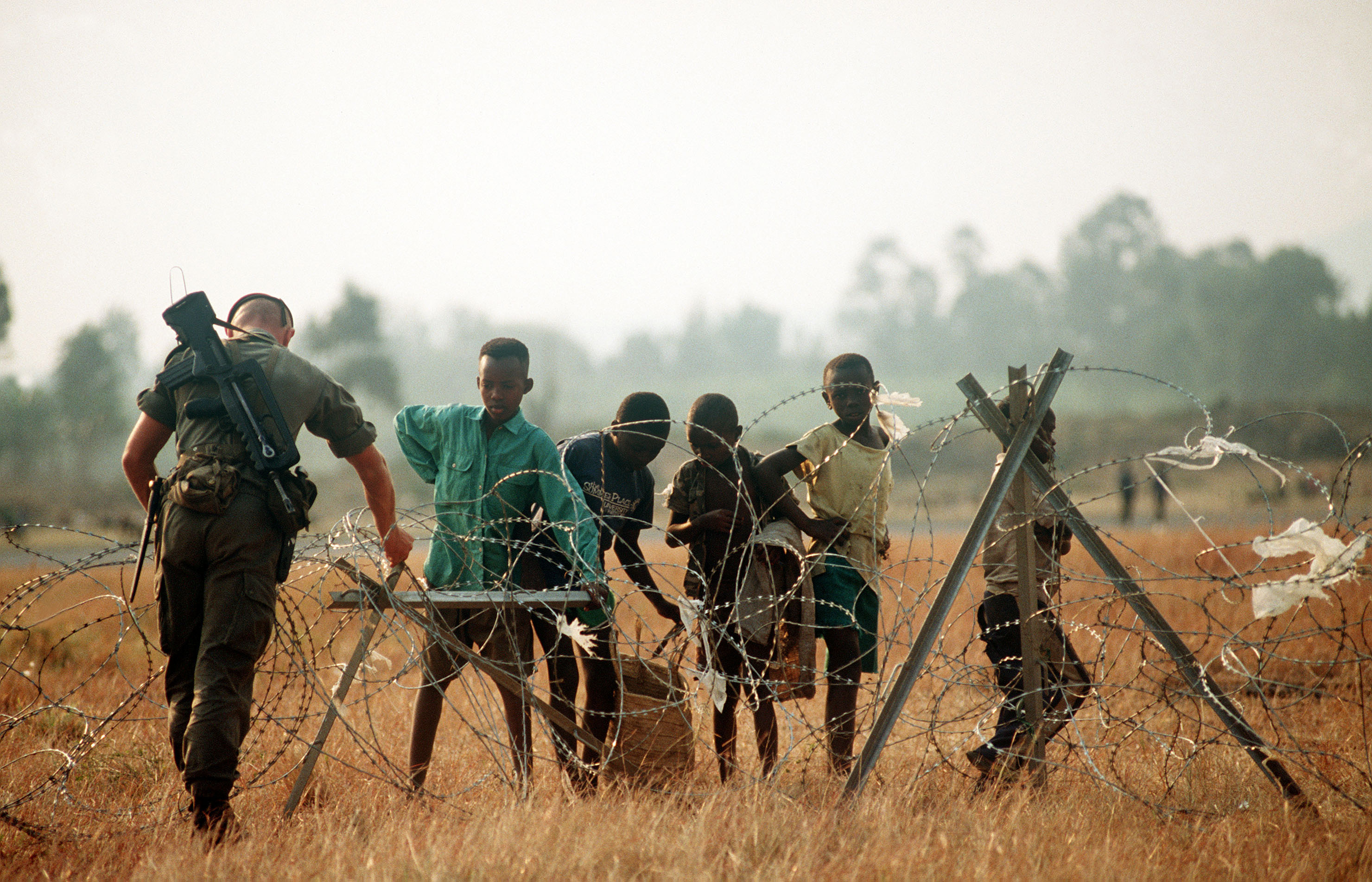
Un fante da mare francese, appartenente alla forza internazionale di soccorso ai rifugiati ruandesi, sistema la concertina che circonda l'aeroporto.

Il ruolo della Francia nel genocidio ruandese del 1994 ha suscitato controversie e discussioni tanto in Francia quanto in Ruanda. La Francia sostenne concretamente il governo a guida hutu di Juvénal Habyarimana contro il Fronte Patriottico Ruandese (RPF) dominato dai tutsi, che dal 1990 era impegnato in un conflitto volto a ripristinare i diritti dei tutsi ruandesi sia in Ruanda, sia esiliati nei paesi vicini, in seguito a più di quarant'anni di violenza anti-tutsi. La Francia fornì armi ed addestramento militare alle milizie giovanili di Habyarimana, gli Interahamwe e Impuzamugambi, che erano tra i principali mezzi governativi per perpetrare il genocidio dopo l'attentato all'aereo presidenziale ruandese del 6 aprile 1994.
Verso la fine del genocidio durato 100 giorni, le truppe francesi furono dispiegate per istituire la Zona Turchese, evitando in gran parte ulteriori ondate di genocidio nell'asserita zona sicura. In pratica, la zona consentì a molti massacratori hutu di riparare in Zaire prima della vittoriosa avanzata delle forze RPF. I fatti collegati al ruolo francese nel genocidio ruandese hanno formato oggetto di un dibattito ancora in corso, e le relazioni tra Francia e Ruanda hanno subito frequenti attriti dal 1994.
In conseguenza di queste azioni e delle successive tensioni tra i due governi, dopo una progressiva frattura con il regime a guida Kagame che ha governato il Ruanda dal 1994, il Ruanda ruppe reiteratamente le relazioni diplomatiche con la Francia; il governo ruandese soppresse tutte le istituzioni francesi in Ruanda, tra cui scuole e organizzazioni culturali, facendone riaprire solo alcune più tardi; la lingua di insegnamento nelle scuole ruandesi "fu perfino cambiata dal francese all'inglese"; e il Ruanda lottò per aderire al Commonwealth di area britannica, in tal modo divenendone uno dei pochi membri che in passato non erano stati colonie del Regno Unito.

## Prima del genocidio
Nell'analisi della giornalista britannica Linda Melvern, dai documenti emersi dall'archivio parigino dell'ex presidente François Mitterrand appare che l'invasione da parte dell'RPF dell'ottobre 1990 fosse considerata una palese aggressione da parte di un vicino anglofono ai danni di un Paese francofono. Si è sostenuto che quei documenti dichiarassero che l'RPF faceva parte di un "complotto anglofono", in cui era implicato il presidente dell'Uganda, per creare un "Tutsi-land" di lingua inglese ed aumentare l'influenza anglofona a scapito di quella francofona. Nell'analisi di Melvern, l'orientamento della Francia era evitare una vittoria militare dell'RPF. Questa linea era messa in atto da una rete occulta di ufficiali delle forze armate, politici, diplomatici, uomini d'affari, e agenti segreti di alto rango. Mitterrand era al centro dell'operazione. In quanto affare della presidenza francese, questo aspetto della sua politica estera non venne condiviso in parlamento.
Melvern prosegue affermando che la maggior parte dei traffici di armi del Ruanda erano stati negoziati attraverso l'ambasciata ruandese a Parigi, anche se tali armamenti non furono usati per il genocidio. Secondo lei, quando fu terminato il genocidio, negli uffici dell'ambasciata si trovò ampia documentazione, ma nulla in tema di relazioni Francia-Ruanda, dato che tali documenti erano stati sistematicamente distrutti dal colonnello Sebastien Ntahobari, addetto militare ruandese in Francia. Il libro indica pure altre forme di assistenza militare data dalla Francia al governo ruandese, analogamente a quanto la Francia praticava in molti altri Paesi africani e nel contesto della politica "Françafrique":
- Era ufficialmente riconosciuta la presenza in Ruanda di una squadra francese di cooperazione militare, il cui supposto organico sarebbe ammontato a quarantasette persone. Erano aggregate alle unità più importanti di esercito e gendarmeria in veste di "consiglieri" o "assistenti tecnici".
- Una lista di ufficiali ruandesi preparata da ufficiali dell'esercito ruandese inseriti nel ministero della difesa ruandese, datata 5 marzo 1994, mostra tre cittadini francesi che agiscono come "assistenti tecnici" nel battaglione ricognizione.
- Nell'aviazione ruandese, i francesi annoveravano due istruttori di volo, un navigatore, un controllore di volo, e un meccanico.
- Nei para-commando, agli ordini del colonnello Aloys Ntabakuze,[6] c'erano quattro cittadini francesi, tra cui un maggiore dell'esercito francese.

Melvern attribuisce altre forme di appoggio francese al regime. Riferisce che, secondo i servizi segreti belgi in Ruanda, i diplomatici francesi avvertirono i politici di opposizione che se volevano fermare l'RPF, dovevano sostenere il presidente Habyarimana.
Un rapporto di Human Rights Watch (HRW) poco dopo il genocidio riferiva anche sul sostegno degli armamenti francesi al regime. Afferma:
HRW affermò ancora che un ex poliziotto francese, che era stato pure consigliere di Habyarimana per la sicurezza, tale capitano Paul Barril, venne ingaggiato dal ministero ruandese della difesa per svolgere il programma di addestramento di 30 o 60 uomini, poi divenuti 120, presso il campo militare di Bigogwe nel nordovest. Doveva insegnare tecniche di tiro e tattiche di infiltrazione ad un'unità scelta, in vista di attacchi dietro le linee RPF. Inoltre, un certo colonnello Didier Tauzin (che in seguito sarebbe rientrato in Ruanda durante il genocidio, facendosi chiamare "colonnello Didier Tibault") era il capo dell'operazione francese che aiutò le forze ruandesi a "salvare spettacolarmente la situazione" respingendo l'offensiva RPF del febbraio 1993. A dispetto delle suggestioni di HRW, però, non vi sono prove che questi ufficiali francesi fossero direttamente implicati nel genocidio.
Sotto il profilo dell'obiettività, le analisi di HRW e Melvern tralasciarono fatti noti già quando loro scrivevano — in particolare, che non ci fu alcuna consegna di armi compiuta o agevolata dalla Francia, quando già riteneva probabili uccisioni su larga scala, per non parlare del genocidio vero e proprio; e che uno dei compiti per cui il regime ruandese aveva assunto Barril era di recuperare un pagamento anticipato per un probabile affare fraudolento di consegna di armi, che era stato bloccato dalle autorità francesi.

## Durante il genocidio
Nei primi giorni del genocidio, la Francia lanciò Amaryllis, un'operazione militare con l'impiego di 180 paracadutisti, assistiti dall'esercito belga e da UNAMIR, per evacuare dal Ruanda gli emigrati. L'operazione fu poi descritta da Gerard Prunier come una "vergogna", dato che francesi e belgi non permisero ad alcun tutsi di seguirli; quelli che erano saliti sui camion dell'evacuazione furono costretti a scendere ai posti di blocco del governo ruandese, dove venivano uccisi. I francesi separarono anche alcuni emigrati dai rispettivi coniugi tutsi, mettendo in salvo gli stranieri ma abbandonando i ruandesi alla probabile morte. I francesi, tuttavia, salvarono effettivamente alcuni membri importanti del governo di Habyarimana, ed anche sua moglie, Agathe; in alcuni casi, le truppe francesi usarono veicoli UNAMIR, senza il permesso del capo di UNAMIR Roméo Dallaire. I francesi abbandonarono la loro ambasciata di Kigali, al contempo distruggendo centinaia di documenti con i dettagli della loro relazione con il vecchio regime.
Alla fine di giugno 1994, la Francia lanciò Opération Turquoise, una missione a mandato ONU per creare zone umanitarie sicure per sfollati, rifugiati, e civili in pericolo; da basi nelle città zairesi di Goma e Bukavu, i francesi penetrarono nel Ruanda sudoccidentale e istituirono la zone Turquoise, nel triangolo Cyangugu–Kibuye–Gikongoro, una zona equivalente a un quinto del Ruanda. Radio France Internationale stima che Turquoise abbia salvato circa 15 000 vite, ma la scelta di tempo dell'invasione, quando il genocidio volgeva al termine e l'RPF prendeva il sopravvento, indusse molti ruandesi ad interpretare Turquoise principalmente come una missione volta a proteggere dall'RPF gli hutu, anche quelli che avevano partecipato al genocidio. I francesi rimasero ostili all'RPF, e la loro presenza arrestò temporaneamente l'avanzata RPF. Secondo HRW, Opération Turquoise aveva un altro scopo: impedire una vittoria dell'RPF. HRW riferì che alcuni ufficiali a Parigi avevano apertamente parlato di "spezzare la schiena dell'RPF." Secondo l'Assemblea Nazionale di Francia, una volta istituita la Zone Turquoise, non vi furono più documentate uccisioni su larga scala. Dalla medesima fonte, risulta che l'intervento francese fornì davvero un qualche significativo soccorso umanitario nelle zone che controllava. Ad ogni modo, la presenza militare francese aiutò di fatto gli autori del genocidio a sottrarsi all'RPF riparando nel vicino Zaire.

## Indagini successive

### Commissione parlamentare francese sul Ruanda

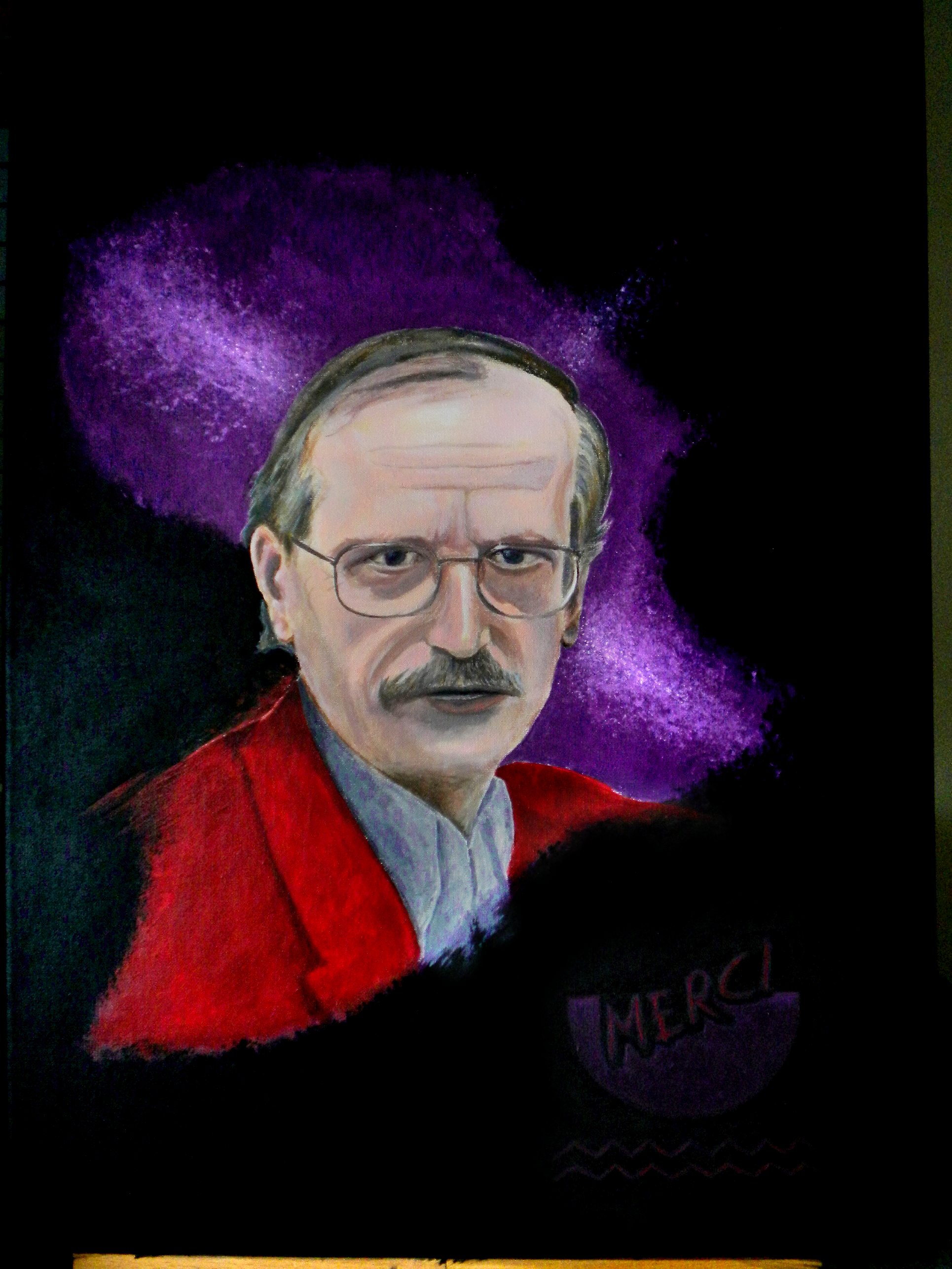
Ritratto di François-Xavier Verschave

I sospetti sulle Nazioni Unite e la linea politica francese in Ruanda tra il 1990 e il 1994 e le asserzioni che la Francia avesse sostenuto gli hutu portarono alla creazione di una commissione parlamentare francese sul Ruanda, che pubblicò la sua relazione il 15 dicembre 1998. In particolare, François-Xavier Verschave, ex presidente della ONG francese Survie, che accusò l'esercito francese di proteggere gli hutu durante il genocidio, fu decisivo per l'istituzione di questa commissione parlamentare.
La commissione licenziò la sua relazione finale il 15 dicembre 1998. Documentava ambiguità sia nella reazione francese, sia in quella ONU. Quanto a Opération Turquoise, deprecò che fosse avvenuta troppo tardi, benché commentasse che era meglio della mancata reazione dell'ONU e dell'opposizione dei governi statunitense e britannico a detta reazione. La relazione documentava un parziale successo nel disarmare il governo ruandese e le milizie, ma un tentativo sistematico e definitivo (anche se non rapido quanto si fosse preoccupato l'allora generale Paul Kagame, nella documentazione delle comunicazioni di quest'ultimo con le forze francesi).
La commissione parlamentare non trovò alcuna prova della partecipazione francese al genocidio, di collaborazione con le milizie, o di disimpegno volontario dall'aiuto alle popolazioni in pericolo, anzi. Documentò numerose attività francesi, tutte almeno parzialmente riuscite, per neutralizzare le trasmissioni radio che incitavano al genocidio, compiti per i quali l'ONU e gli Stati Uniti avevano respinto le richieste di assistenza.
La relazione concludeva che c'erano stati errori di giudizio circa le forze armate ruandesi, ma solo prima del genocidio; successivi errori di giudizio sull'entità della minaccia, all'esordio del genocidio; eccessiva fiducia nella missione UNAMIR senza comprendere che sarebbe stata minata da Stati Uniti ed altri soggetti; e diplomazia inefficace. In definitiva, concludeva che la Francia era stata la potenza estera più impegnata a circoscrivere il genocidio una volta che fu iniziato, ma deplorava che non si fosse fatto di più.

### Relazioni ordinate da Kagame

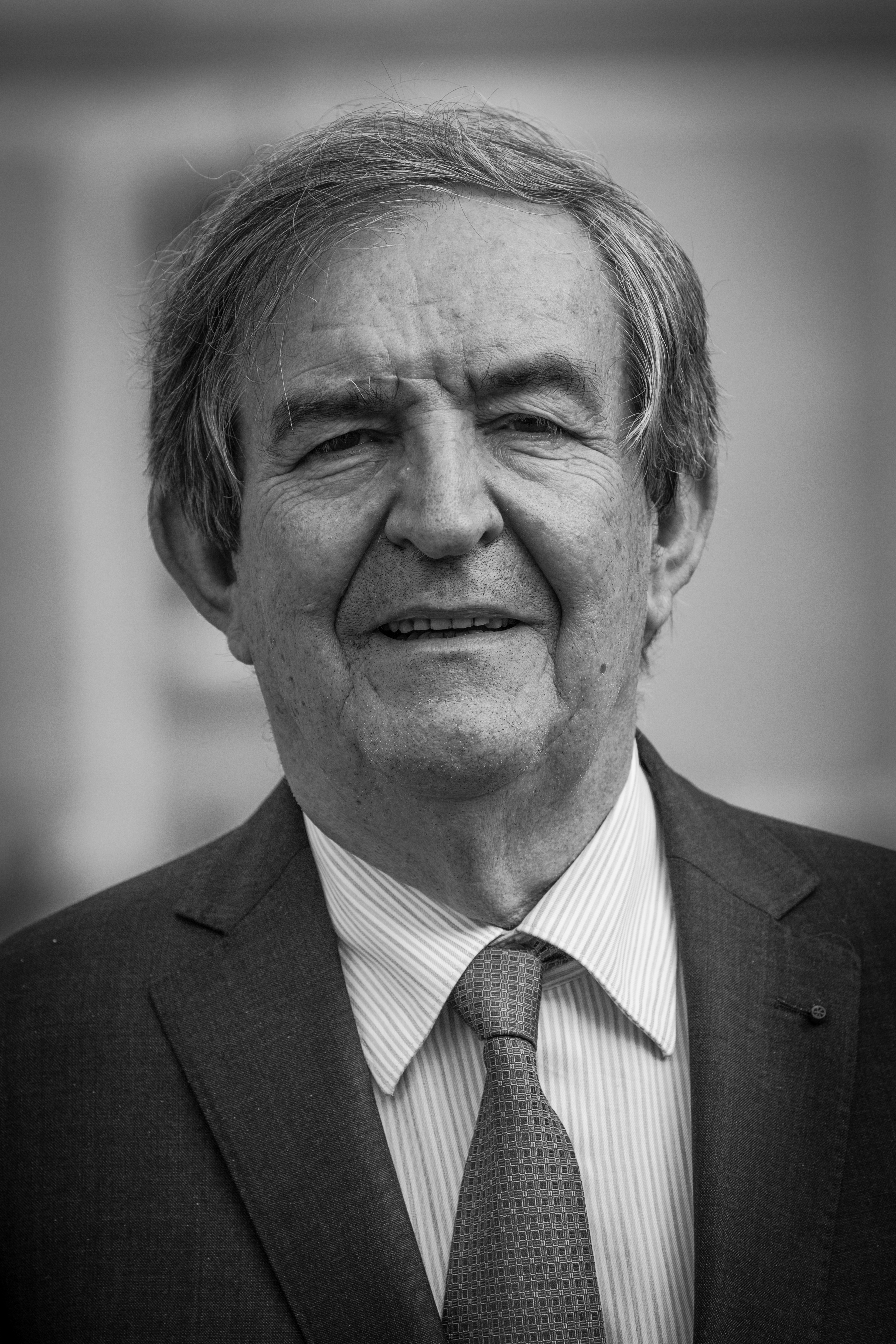
Jean-Louis Bruguière nel 2014

Dopo un'inchiesta sullo schianto aereo del 6 aprile 1994 che uccise sia il presidente ruandese Juvénal Habyarimana che il presidente del Burundi Cyprien Ntaryamira, innescando il genocidio, ed in cui persero pure la vita tre membri francesi dell'equipaggio, il giudice francese Jean-Louis Bruguière mise sotto inchiesta nove persone collegate al presidente ruandese Paul Kagame nel novembre 2006. Il presidente Kagame stesso non fu indagato, poiché aveva l'immunità secondo la legge francese in quanto capo di Stato. Kagame respinse le accuse, bollandole come motivate politicamente, e ruppe le relazioni diplomatiche con la Francia. Poi ordinò la formazione di una commissione dei suoi stessi dipendenti del ministero della giustizia ruandese, ufficialmente con l'"incarico di mettere assieme le prove del coinvolgimento della Francia nel genocidio".

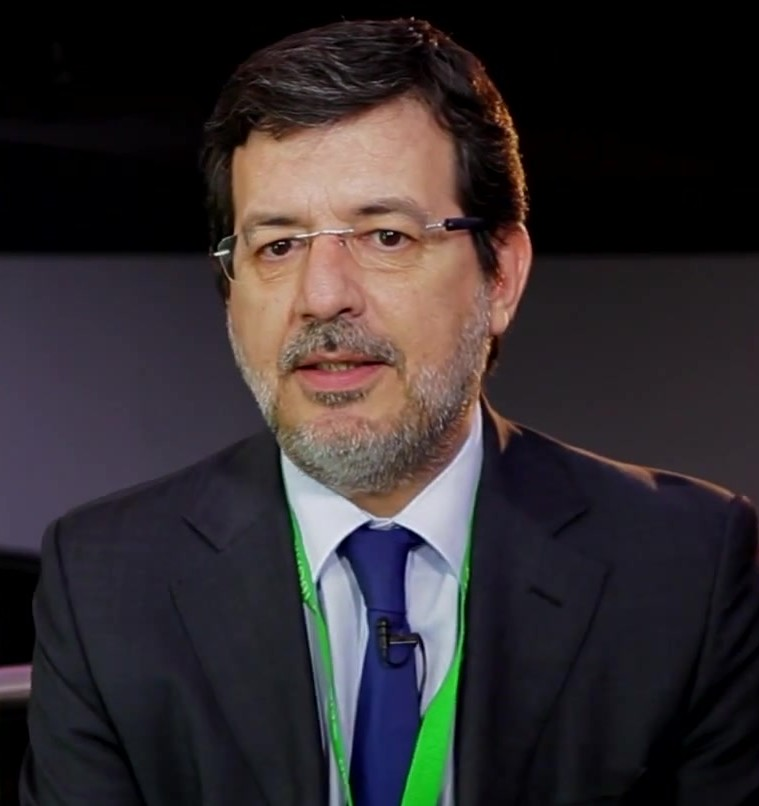
Fernando Andreu nel 2014.

Testimoniando avanti la commissione, Jacques Bihozagara, presentato come "ex ambasciatore in Francia", affermò che Opération Turquoise aveva il solo scopo di proteggere gli autori del genocidio, perché il genocidio continuò anche nella zona Turquoise". Oltre a travisare la cronologia delle uccisioni di massa nella Zona Turchese, la testimonianza inviata alla stampa estera implicava che Bihozagara avesse la conoscenza della politica francese di un ambasciatore in carica al tempo del genocidio. In realtà, Bihozagara era un membro fondatore dell'RPF e lo stretto alleato di Kagame sotto la cui sorveglianza (come ministro della riabilitazione) avvenne il massacro di Kibeho nel 1995. Il suo atteggiamento e le sue dichiarazioni dell'epoca portarono a illazioni che avesse ordinato il massacro, una responsabilità politica troppo grande perché l'RPF lo mantenesse ministro. Bihozagara fu successivamente ambasciatore in Belgio, e poi in Francia dal settembre 2001 in poi; ma nel frattempo il Ruanda aveva chiuso l'ambasciata francese e eliminato il personale, impedendo la continuità dei dati.
Il carattere politico dell'inchiesta fu poi ulteriormente confermato quando la commissione presentò la sua relazione solo a Kagame — simbolicamente il 1 novembre 2007, esattamente un anno dopo l'annuncio di Bruguière — e il capo della commissione ruandese, Jean de Dieu Mucyo, dichiarò che la commissione avrebbe allora "atteso che il presidente Kagame dichiarasse se l'indagine era valida." Nel luglio 2008 Kagame minacciò di mettere sotto inchiesta cittadini francesi per il genocidio se le corti europee non avessero ritirato i mandati di arresto spiccati contro autorità ruandesi, che all'epoca comprendevano più ampie accuse contro 40 ufficiali dell'esercito ruandese, mosse dal giudice spagnolo Fernando Andreu.

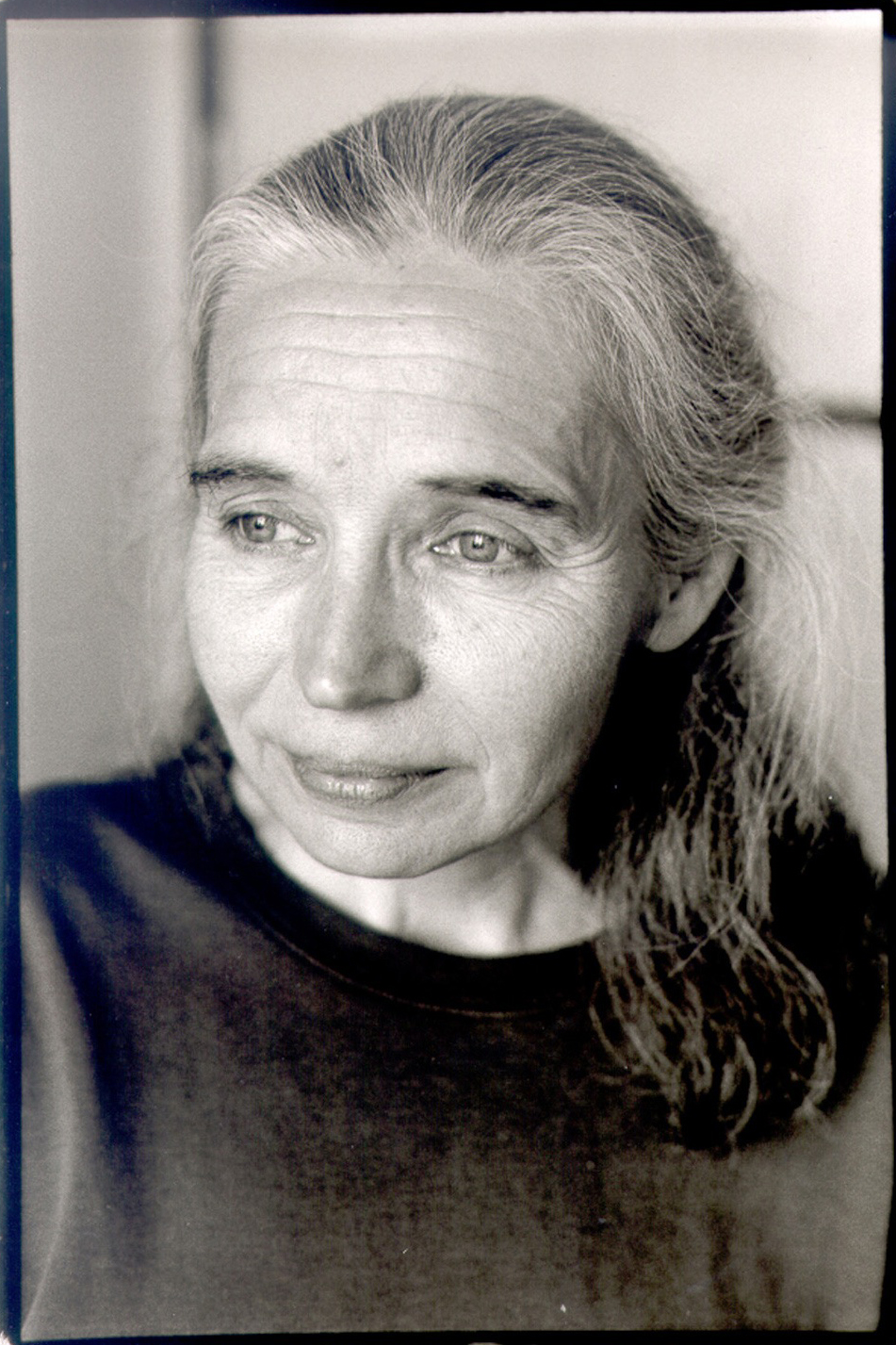
Alison Des Forges nel 2005

Le risultanze della commissione furono diffuse per ordine di Kagame il 5 agosto 2008. La relazione accusava il governo francese di aver conosciuto i preparativi del genocidio e di aver concorso nell'addestramento dei membri delle milizie etniche hutu; accusava di complicità nel genocidio 33 autorità militari e politiche francesi, tra cui l'allora presidente Mitterrand e il suo segretario generale del tempo Hubert Védrine, l'allora primo ministro Édouard Balladur, l'allora ministro degli esteri Alain Juppé, e il suo braccio destro del tempo, Dominique de Villepin.
Una dichiarazione che accompagnava la pubblicazione asseriva che "gli stessi soldati francesi erano direttamente coinvolti negli assassinii di tutsi e degli hutu accusati di nascondere tutsi … le forze francesi commisero alcuni stupri sui tutsi sopravvissuti", benché l'ultima affermazione non fosse documentata nella relazione.
Un servizio della BBC commentò che il ministro degli esteri francese Bernard Kouchner negava una responsabilità francese in relazione al genocidio ma diceva che erano stati compiuti degli errori politici. Un altro servizio BBC approfondiva le motivazioni della relazione ruandese, affermando che:
La prima di queste è stata una ferrea determinazione a mantenere l'attenzione del mondo focalizzata sul genocidio, piuttosto che sul ruolo del Fronte patriottico ruandese (RPF), la forza che ha preso il potere nel 1994, portando al potere il presidente Paul Kagame. Negli ultimi anni sono state sollevate domande scomode sui crimini di guerra che la RPF avrebbe commesso durante e dopo il 1994. Pur sottolineando che non ci può essere un'equazione tra genocidio e crimini di guerra, Alison Des Forges di Human Rights Watch dice che i leader dell'RPF hanno una questione da risolvere. "Anche le loro vittime meritano giustizia", dice.
Il 19 aprile 2021 è stata pubblicata una ricerca commissionata da Kagame ad un gruppo di lavoro noto per la sua serietà ed indipendenza, lo studio legale americano Levy Firestone Muse, intitolato Report and Recommendation to the Government of Ruanda on the Role of French Officials in the Genocide against the Tutsi, in cui si sostiene che la Francia "collaborò" con il regime responsabile del genocidio.

### Commissione Macron
Nell'aprile 2019, per la prima volta in Francia, il presidente francese Emmanuel Macron incaricò un comitato di esperti, guidato dallo storico Vincent Duclert, di investigare le azioni francesi, per mezzo degli archivi di Stato, per determinare il coinvolgimento della Francia nel genocidio. Questo comitato comprendeva otto ricercatori e storici. La squadra ha avuto accesso a documenti classificati dei ministeri degli esteri e della difesa, del servizio segreto per l'estero DGSE e degli archivi dell'allora presidente François Mitterrand. Al termine dei lavori, la Francia ha ammesso ufficialmente di aver avuto delle "responsabilità" nel genocidio, benché escluda delle "complicità". La Francia ammette una responsabilità di tipo politico e morale di aver sostenuto, anche militarmente, e nonostante fosse al corrente di ciò che stava accadendo, il regime che perpetrò il genocidio. A quel tempo la Francia di Mitterrand avrebbe potuto salvare un milione di ruandesi innocenti se si fosse opposta energicamente. Tutto questo perché i francesi temevano di perdere l'influenza di cui godevano sul Paese africano. Cosa che, comunque, poi accadde.
Nel suo ultimo libro, La Traversée, Patrick de Saint-Exupéry riferisce di un colloquio avuto con Mitterrand pochi mesi dopo il genocidio, nel quale il presidente di allora dichiarò di avere dei dubbi su quali fossero i veri "génocidaires", se gli hutu o i tutsi. Sarebbe nata, in questo modo, una nuova teoria, quella del "doppio genocidio", per giustificare gli aiuti forniti fino al 1996 dai francesi agli hutu rifugiatisi in Congo, i quali continuarono ad uccidere con l'obiettivo di "finire il lavoro".

## Altre dichiarazioni
Il 27 novembre 2004, in un dibattito televisivo su France 3, dopo aver mandato in onda il film francese "Tuez les Tous" (Uccideteli tutti), realizzato da tre studenti di scienze politiche, il presidente della commissione parlamentare per l'informazione sul Ruanda, l'ex ministro Paul Quilès dichiarò che "la Francia chiede di essere perdonata dai ruandesi, ma non dal loro governo".
Nel 2010, durante la visita in Ruanda, il presidente francese Nicolas Sarkozy riconobbe che la Francia aveva fatto "errori" durante il genocidio, tuttavia, secondo il resoconto della BBC, "non è arrivato al punto di porgere piene scuse".
Nell'aprile 2016, il candidato conservatore alle presidenziali 2017, Alain Juppé, che era stato pure ministro degli affari esteri francese durante il genocidio 1994 twittò "coinvolgere la Francia nel genocidio ruandese è un'infamia e una distorsione storica."
Dopo aver sostenuto una tesi di dottorato in scienze politiche all'università Jean-Moulin-Lyon-III dal titolo Ruanda : l'Operazione Turchese e la controversia mediatica (1994-2014). Analisi delle indagini giornalistiche, dei documenti confidenziali e della strategia militare sotto la supervisione del professore Jean-Paul Joubert, il politologo francese Charles Onana pubblica, nel 2019, il libro " Ruanda, la verità sull'Operazione Turchese", al fine di smentire tutte le accuse mosse dai giornalisti francesi che affermano di aver scoperto e poi rivelato il ruolo "indicibile" che la Francia avrebbe svolto in Ruanda. Lo stesso interviene durante una conferenza internazionale tenutasi al Senato francese il 9 marzo 2020 sui "60 anni di instabilità in Africa dei Grandi Laghi" per esporre il ruolo effettivo svolto dai soldati francesi durante l'Opération Turquoise in Ruanda.